# Järvsö Bergscykel Park
Järvsö Bergscykel Park är en downhill-park (utförsåkning på cykel) som ligger i Järvsö. Järvsö Bergscykel Park är designad av det kanadensiska bolaget Gravity Logic som har sin bas i Whistler, Kanada. Cykelparken i Järvsö invigdes den 6 juni 2010 och hade under första säsongen 2 500 besökare. 2021 finns det drygt 20 olika leder i olika svårighetsgrader - från grönt till svart.
Under 2018-2019 byggdes ett nytt hotell vid foten av Öjeberget, i direkt anslutning till liftarna på södra sidan av berget.
Järvsö Bergscykel Park nominerades till Stora Turismpriset 2019.

## Bilder från Järvsö Bergscykel Park

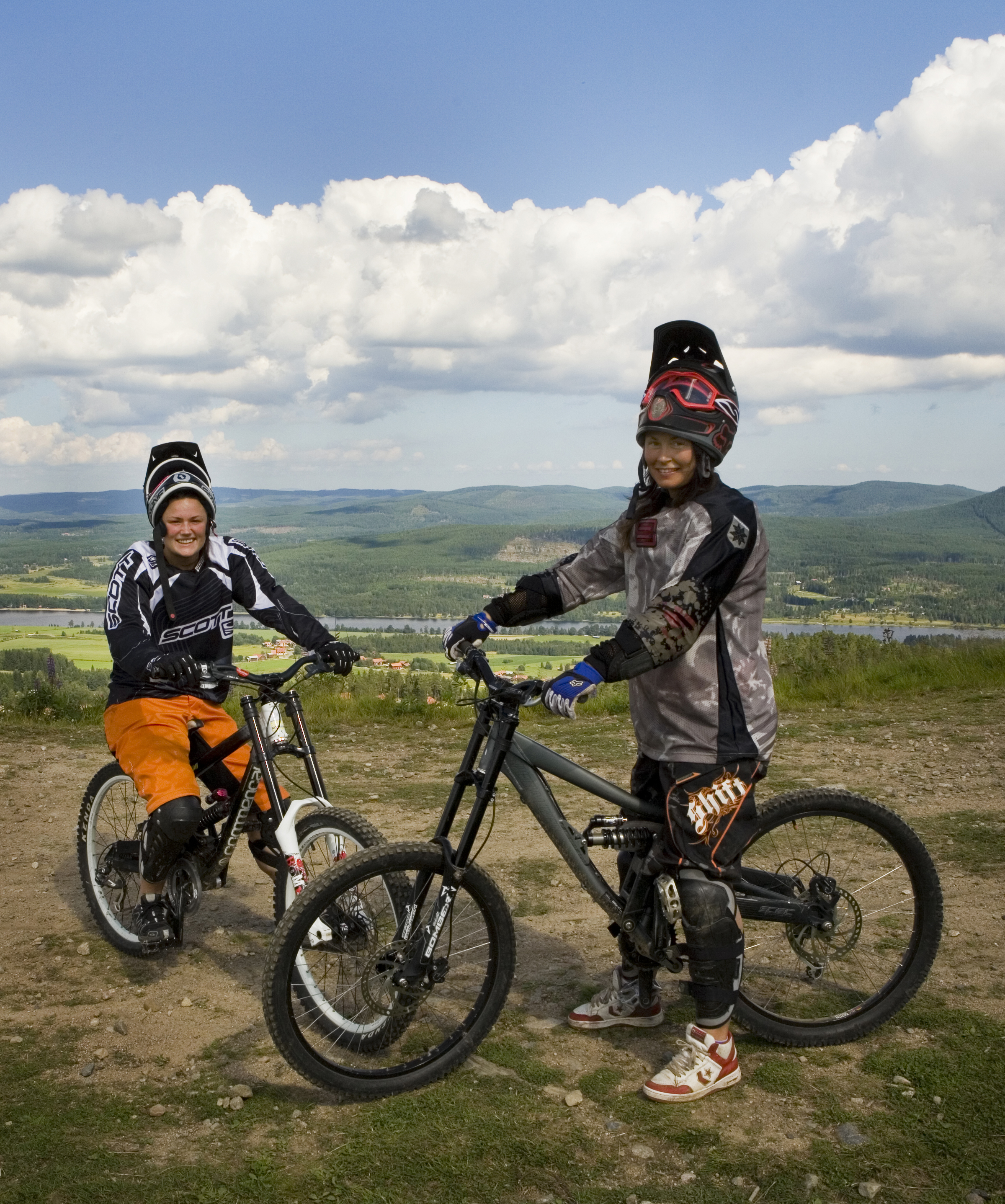
Glada tjejer på toppen av berget i Järvsö.
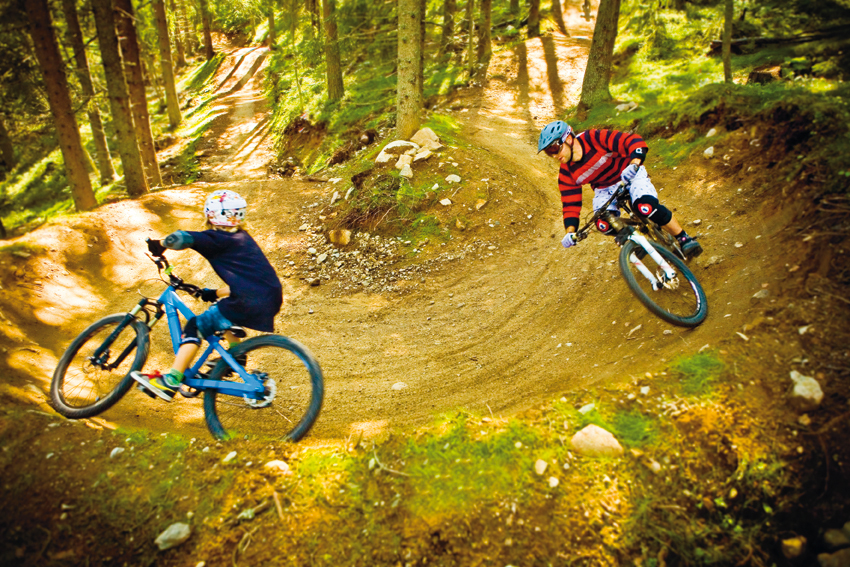
Pappa och barn i en av kurvorna i leden Barbro.
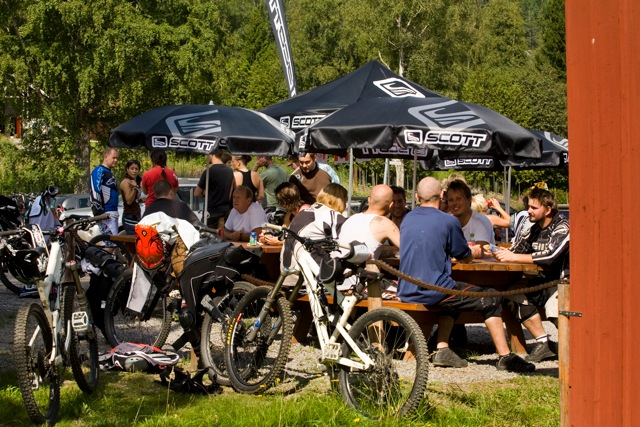
Folk i Järvsö Bergscykel Park
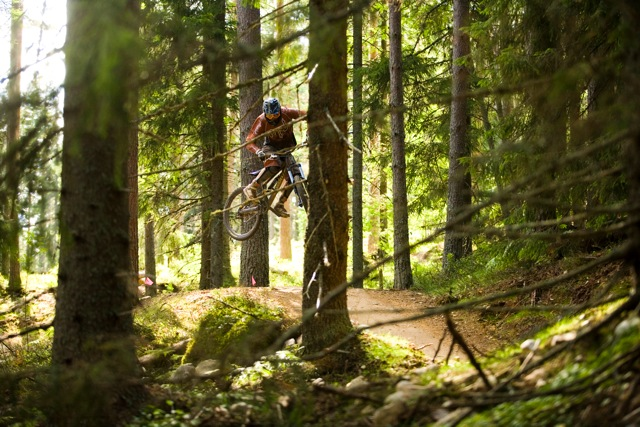
Ett hopp i leden Barbro.
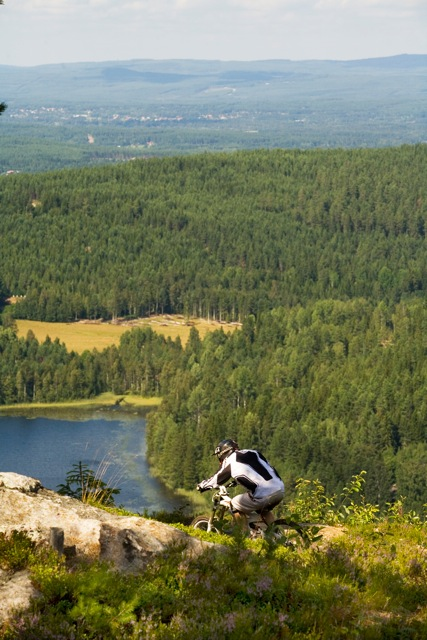
Översta delen på leden Monica.
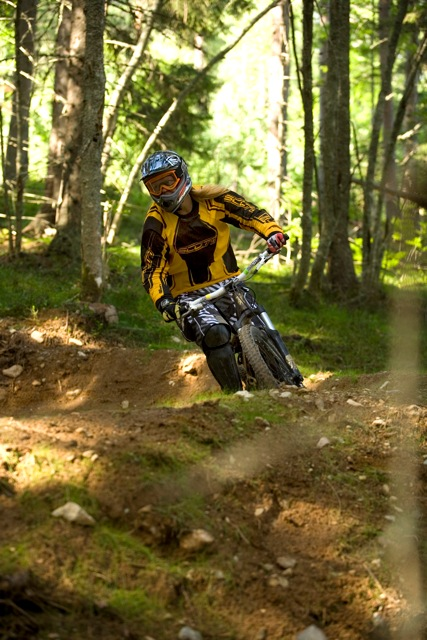
Cyklist i en av de första kurvorna i Barbro.

## Lederna
Lederna i cykelparken är till stor del byggda av det naturliga materialet som finns i marken. På vissa ställen har det byggts broar av trä - både av praktiska skäl och för att ge en extra dimension av cyklingen.
Totalt finns över 20 leder i Järvsö Bergscykel Park.

### Monica
- Svårighetsgrad: Mycket lätt.
- Färg: Grön.

Monica är den lättaste leden där nybörjare rullar sina första meter. Här finns det inga hopp, velodromkurvor eller andra plötsliga hinder. Leden går hela vägen från toppen och ner till liften i mjuka böljande svängar. Monica har fått sitt namn efter Barbro "Lill-Babs" Svenssons äldsta dotter. Monica var en drivkraft bakom Lill-Babs Caffär i Järvsö.

### Malin
- Svårighetsgrad: Lätt.
- Färg: Blå.

Med härliga, kurviga svängar letar sig Malin nedför berget. Leden är byggd för hand och med sina speciella kurvor skapat en egen genre inom Cykelsverige. Malin har fått sitt namn efter Malin Berghagen som är Barbro "Lill-Babs" Svenssons mellandotter.

### Barbro
- Svårighetsgrad: Lätt.
- Färg: Blå.

En stor och bred led med mängder av hopp och velodromkurvor. Barbro är byggd med en stor grävmaskin som har gjort den bred och säker att cykla på – på vissa ställen över två meter. Barbro har fått sitt namn efter Barbro "Lill-Babs" Svensson.

### Klas-Göran
- Svårighetsgrad: Lätt
- Färg: Blå.

En kär avstickare från Barbro som är skön att pumpa sig igenom. Namnet kommer från Barbro "Lill-babs" Svenssons låt "Är du kär i mig ännu Klas-Göran".

### En tuff brud
- Svårighetsgrad: Medelsvår.
- Färg: Röd.

Här blandas kruvor, dropp och hopp med fyra stycken broar byggda i timmer, varav en är utformad som en spiral. Leden är byggd delvis för hand och delvis med en grävmaskin vilket gör den variationsrik. Namnet kommer från Barbro "Lill-babs" Svenssons låt En tuff brud i lyxförpackning.

### Kristin
- Svårighetsgrad: Svår.
- Färg: Svart.

Kristin är en downhilled för experter. Här är det stora dropp, stenkistor och tuffa passager. Kristin har en lutning på 24% vilket gör det till en av de mest utmanande i Sverige. Barbro "Lill-Babs" Svenssons yngsta dotter, Kristin Kaspersen, har gett namn åt leden.

### Itsy Bitsy
- Svårighetsgrad: Svår.
- Färg: Svart.

Itsy Bitsy är en renodlad och supersnabb downhill-led. Den är byggd av SM-cyklister. Snabba kurvor, dropp, hopp, stenar och rötter i mängder. Itsy Bitsy har fått sitt namn efter Barbro "Lill-Babs" Svenssons låt med samma namn.

## Gravity Logic
Gravity Logic är ett kanadensiskt företag som är specialiserade på att bygga roliga och säkra mountainbikeleder för downhillcykling. De har bland att byggt Whistler Bike Park, Trestle Bike Park. Järvsö Bergscykel Park var den första anläggningen i Sverige som de har designat och byggt.

## Lift
Liftarna är under sommartid anpassad för att ta med cyklister. Att åka upp med Toppliften i Järvsö tar ungefär 3 minuter – expressliften har en anordning bakom sitsen där cyklarna hänger i framhjulet medan Sydliften har en krok på sidan av dynan där cykeln hänger under färden till toppen.

## Utrustning
En downhillcykel har i regel 200 mm dämpning både fram och bak. Vikten ligger mellan 16 och 25 kg beroende på komponenter och ram. Dämpningen på downhillcyklar blir hela tiden mer och mer avancerad och kan jämföras med dämpningen på motocrosscyklar och rallybilar. Downhilldäck har till skillnad från vanliga mountainbikedäck tjockare sidoväggar med dubbla lager cord (sk. dual ply). Däck med olika gummiblandning används vid olika underlag och väder. Lerdäck, så kallad spikes, är vanliga på leriga banor. De har ett glesare mönster och rejält utstickande dubbar som greppar bra i mjukt gräs, jord och lera. Cyklarna är utrustade med hydrauliska skivbromsar. En stor skillnad på en DH-cykel och en "vanlig" är geometrin på cykeln, det betyder i praktiken att en DH-cykel är mer "bakåtlutad" och har en flackare gaffelvinkel. Detta för att motverka att cyklisten hamnar för långt fram på cykeln när det är brant lutning. Den flackare gaffelvinkeln gör även att cykeln blir stabilare i höga farter. Deltagarna har ofta skydd i form av handskar, ryggskydd, armbågsskydd, knäskydd, fullfacehjälm, bröstskydd och så kallade goggles.